# Antennulariella concinna
Antennulariella concinna är en svampart som först beskrevs av L.R. Fraser, och fick sitt nu gällande namn av S. Hughes 1976. Antennulariella concinna ingår i släktet Antennulariella och familjen Antennulariellaceae.   Inga underarter finns listade i Catalogue of Life.